# Aviv Geffen
Aviv Geffen (Ramat Gan, 10 de maio de 1973) é um músico israelense, filho do escritor Yehonatan Geffen.